# Sabrina Thompson
Sabrina Nicole Thompson (* 9. dubna 1985) je americká letecká inženýrka pracující jako vedoucí analytik letové dynamiky v Goddardově kosmickém středisku vesmírných letů NASA. Spočítala oběžné dráhy a trajektorie pro různé mise NASA a koncepty těchto misí.
Dvakrát se přihlásila do programu astronautů NASA a plánuje se znovu přihlásit v roce 2024.
Založila módní značku s názvem Girl in Space Club, která v roce 2022 získala pozornost tisku díky svým projektům na vývoj leteckých obleků a skafandrů pro astronautky.

## Mládí a vzdělání

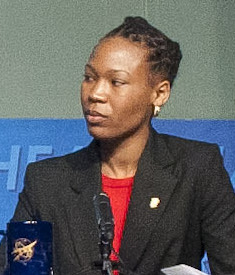
Sabrina Thompson na konferenci Měsíc historie žen v ústředí NASA (2011)

Sabrina se narodila 9. dubna 1985 v Rooseveltu ve státě New York. Její matka byla zdravotní sestra a její otec byl řidičem charterového autobusu. Vzpomíná si, že její rodiče a babička ji v dospívání inspirovali k postoji: „Mohu udělat cokoliv“.

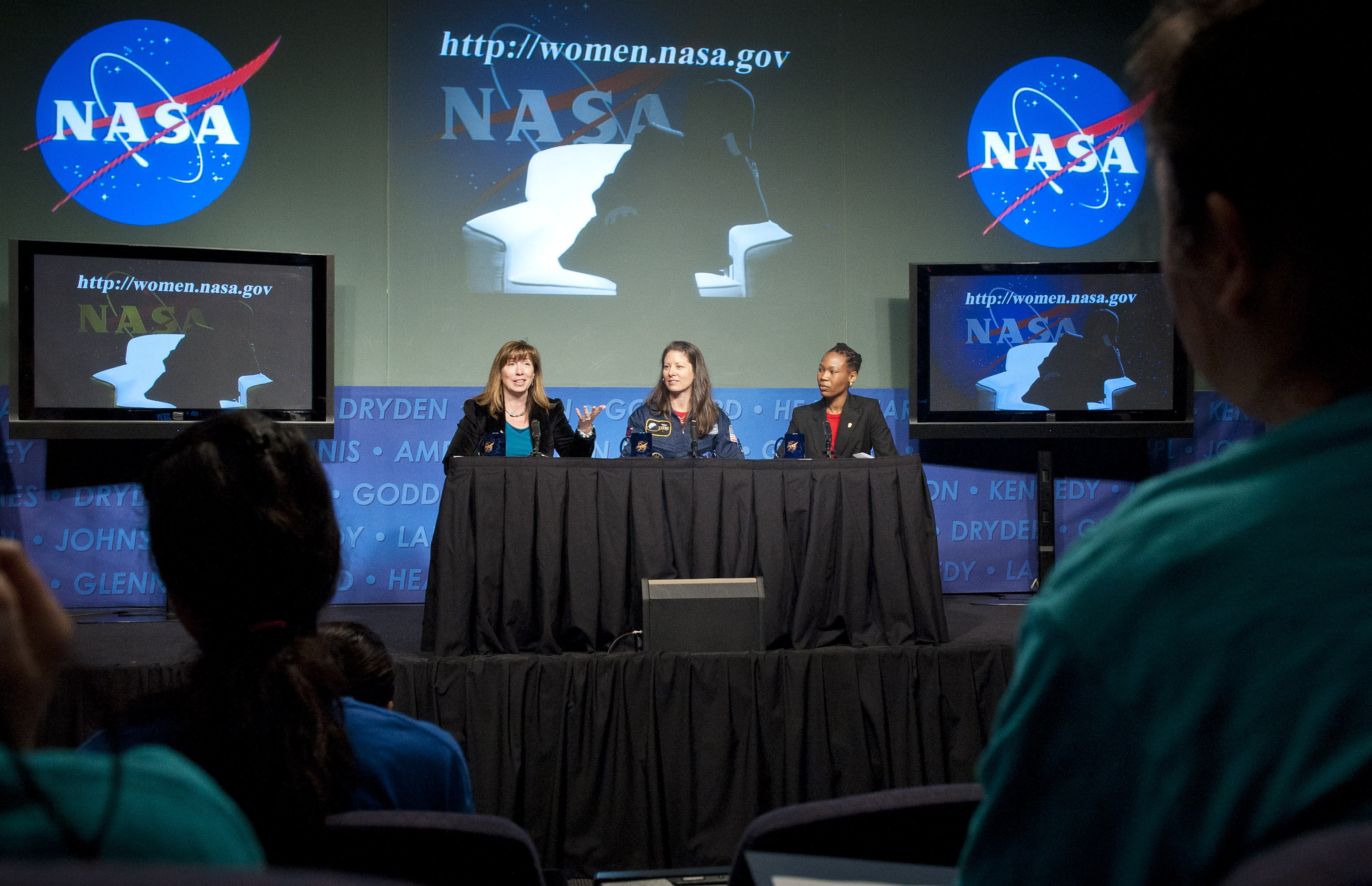
Konference Měsíc historie žen v ústředí NASA v roce 2011: zástupkyně administrátora NASA Lori Garver (vlevo), astronautka NASA Tracy Caldwell Dysonová (ve středu) a letecká inženýrka NASA Sabrina Thompson

Byla vychován v Rooseveltu a navštěvoval Rooseveltovy veřejné školy od předškolního věku až po střední školu. Na střední škole byla hráčkou dívčího basketbalového týmu. Toužila stát se umělkyní nebo basketbalistkou. Až do posledního ročníku na střední škole nevěděla, co jsou inženýři.
Později poznamenala, že ačkoli její školní okrsek neměl zdroje jako ostatní školy na Long Islandu, hodně se tam naučila: „Moji učitelé dělali vše, co bylo v jejich silách, aby mi ztížili práci, jen aby mě připravili a pomohli mi.“ Na konci střední školy se rozhodla studovat inženýrství na univerzitě, protože vynikala v matematice a vědě.
V roce 2003 nastoupila na State University of New York ve Stony Brook, kde studovala strojní inženýrství. Během studia v letech 2003 až 2007 absolvovala letní stáže v American Honda Motor Co., Brookhaven National Laboratory a místní firmě zabývající se produktovým designem.
V letech 2007 až 2009 pokračovala v magisterském studiu leteckého inženýrství na Georgia Institute of Technology. Během této doby byla na stáži v NASA Glenn Research Center v Ohiu.

## Kariéra
V roce 2010 byl Sabrina přijata jako bezpečnostní inženýr do Goddardova středisku vesmírných letů NASA v Green Belt Center v Marylandu, kde pracovala v divizi bezpečnosti a ochrany zdraví při práci.

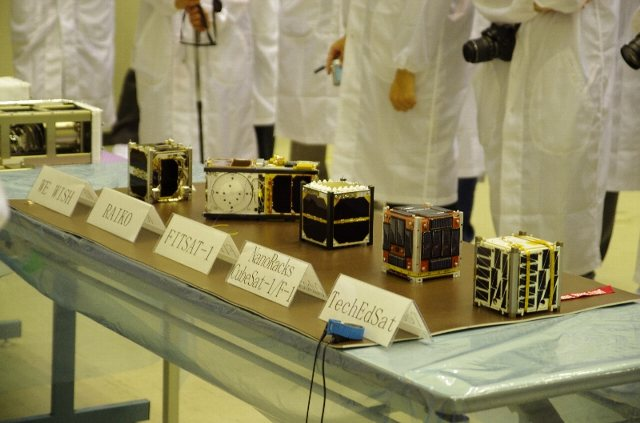
Ukázka několika Cubesats

- Ukázka několika CubesatsPoprvé se zde setkala s meteorologem a astronautem Piersem Johnem Sellersem, kterého považovala za svého mentora. Během programu rozvoje vedoucích pracovníků v NASA později řekla: „Nastartoval mě na cestu ke studiu atmosférické fyziky.“ Později se přesunula do oddělení navigace a designu misí v Goddardově NASA a pracovala jako inženýrka navigace a designu misí. V této pozici pracovala na trajektoriích, analýze oběžných drah a návrhu misí pro kosmické lety s využitím CubeSatů. Především se věnovala výzkumu a vývoji v oblasti využití družic CubeSat pro mise v hlubokém vesmíru a letové dynamice družic v rámci mise Magnetospheric Multiscale Mission.

Později získala druhý postgraduální titul na University of Maryland, Baltimore County (UMBC) a od roku 2017 na této instituci pokračuje v doktorském studiu fyziky atmosféry. S profesorem Vanderlei Martinsem na této univerzitě pracovala na Hyper-Angular Rainbow Polarimeter (HARP) CubeSat, který odstartoval z Mezinárodní vesmírné stanice v roce 2020. V letech 2022 začal vyvíjet "roje" malých satelitů, které mohou vzájemně komunikovat a získávat data o počasí v různých časech a bodech pozorování.

## Vzdělávání černošské mládeže
Jejím cílem je vzdělávat černošskou mládež v oblasti STEM (Science, Technology, Engineering, and Mathematics - vědy, technologie, inženýrství a matematiky). V prvních letech na Goddardově NASA byla viceprezidentkou místní Greenbelt Space Chapter of the National Society of Black Engineers. Také se věnuje studentům s černou platí ve vzdělávacích institucích. U příležitosti Měsíce černošské historie a Týdne inženýrů mluvila na nejrůznějších akcích.

## Značka Girl in Space Club
V roce 2018 vytvořila streetwearovou značku s názvem Girl in Space Club. Tuto módní značku založila s cílem učinit STEM zábavnou a módní.  Značka začala být zisková v roce 2020 prostřednictvím online a pop-up prodeje. Její produkty v roce 2022 zahrnovaly džínové bundy, trička s digitálními potisky. V roce 2022 byly její návrhy letového obleku a přetlakového skafandru pro astronautky představeny v časopisu Women's Wear Daily a rádiu CNBC.
Sabrina plánuje vytvořit neziskovou pobočku Girl in Space Club, která by mentorovala středoškolské dívky, které se zajímají o oblasti STEM pomocí umění a módy.